# Mount Revelstoke nationalpark

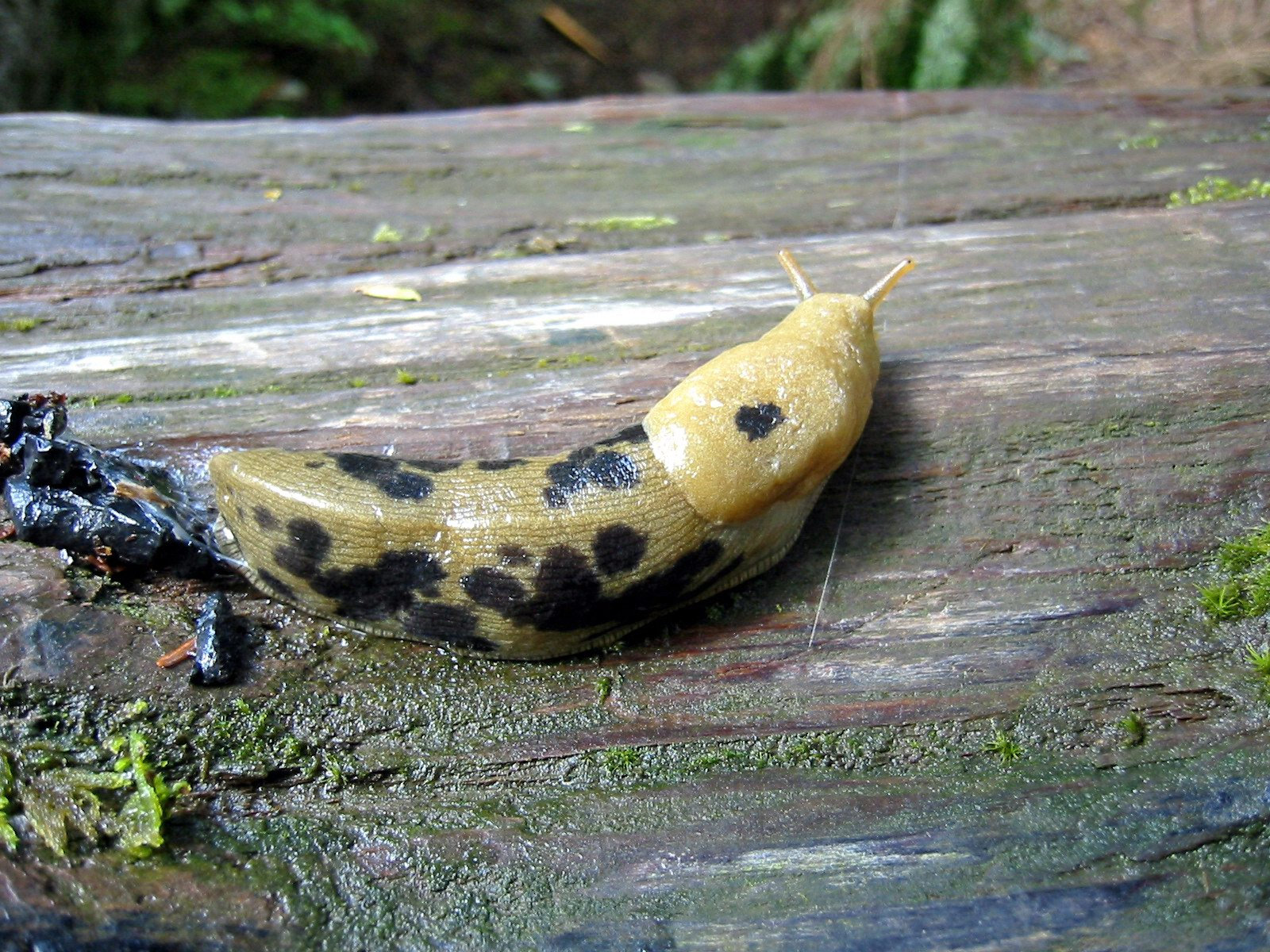
Det finns ett isolerat bestånd av banansnigel i parken.

Mount Revelstoke nationalpark är en 260 km² stor nationalpark i British Columbia i Kanada, som inrättades 1914.
Parken innehåller en del av världens enda tempererade inlandsregnskog. Parken består av branta och klippiga berg, klimatet är varmt och fuktigt. Växt- och djurlivet är varierat. Bland växterna finner man bland annat goliattuja och hemlock. Djurarterna består bland annat av den hotade bergsrenen, grizzlybjörn och snöget. Det finns även ett isolerat bestånd av banansnigel.